# مارمايت
مارمايت (بالإنجليزية:Marmite) هو اسم علامة تجارية لنوعين من الأطعمة القابلة للفرد وهما؛ النوع البريطاني الأصلي الذي تنتجه حاليًا شركة يونيليفر، والنوع الآخر المُعدل الذي تنتجه شركة ساينتاريم هلث فود في نيوزيلندا وتوزعه في أستراليا شركة ذا باسيفيك. تُصنع المارمايت من مستخلص الخميرة، وهو منتج ثانوي من عملية صنع الجعة.
إن المارمايت البريطانية هي معجون طعام ذو قوام لزج ولون بني داكن وطعم مميز وقوي ومالح للغاية. ينعكس طعمها المميز في شعار التسويق الخاص بالشركة البريطانية المنتجة لها وهو «حبها أو اكرهها». للمارمايت شهرة كبيرة في الثقافة الشعبية البريطانية حتى أن اسمها أصبح استعارة في اللغة الإنجليزية البريطانية عن الشيء الذي يكرهه الشخص في بداية تعامله معه ثم يحبه تدريجيًا أو الشيء الذي يستقطب الآراء.